# Jerger Balázs
Jerger Balázs (Pécs, 1988. augusztus 16. –) magyar színész.

## Életpályája
2014-ben diplomázott a Kaposvári Egyetem színművész szakán. Diplomaszerzése után rövid ideig Franciaországban dolgozott. 2019-től Spirit Színház társulatának tagja volt, ahol korábban is rendszeresen dolgozott. 2019-ben szerepet kapott a TV2-n futó Jóban Rosszban című napisorozatban.

## Filmes és televíziós szerepei
- 200 első randi (2018) ...Dani
- A mi kis falunk (2019) ...Hangmérnök
- Jóban Rosszban (2019–2022)[5] ...Dr. Kósa Áron
- Mintaapák (2019)
- Doktor Balaton (2022) ...Eladó
- Keresztanyu (2022) ...Lovas
- Apatigris (2023) ...Szabi
- Drága örökösök – A visszatérés (2023–2024) ...Daru kezelő